# Urbès
Urbès (deutsch Urbis) ist eine französische Gemeinde mit 437 Einwohnern (Stand 1. Januar 2022) im Département Haut-Rhin in der Region Grand Est (bis 2015 Elsass). Die Gemeinde ist Mitglied des Gemeindeverbundes Vallée de Saint-Amarin und gehört zum Regionalen Naturpark Ballons des Vosges.

## Geografie
Der Ort liegt auf 450 m Höhe an der Europastraße 512 von Remiremont nach Mülhausen, östlich des Col de Bussang, der auf dem Gemeindegebiet liegt.

## Geschichte
Das Dorf erscheint in Dokumenten des Jahres 1192 unter dem Namen Urbeis. Bis zur Französischen Revolution gehörte der Ort zum Amt Sankt Amarin (Vogtei Sankt Amarin) der Fürstabtei Murbach.
Vom 16. bis zum 18. Jahrhundert wurde hier Kupfer abgebaut, im 19. Jahrhundert spielte dann die Textilindustrie eine wichtige Rolle.

### Der Tunnel von Urbès
Zwischen dem elsässischen Urbès und dem lothringischen Bussang liegt – laut Google-Maps in der Gemarkung von Urbès – der Col de Bussang. Unter dem hindurch wurde von 1932 bis 1935 an einem auf etwa acht Kilometer Länge geplanten Eisenbahntunnel gearbeitet, der die Eisenbahnnetze des Elsass mit Lothringen und weiter mit den Beneluxländern verbinden und dadurch zur wirtschaftlichen Entwicklung der beiden Regionen beitragen sollte.
Die Tunnelarbeiten an dem gelegentlich auch als Tunnel de Bussang bezeichneten Bauwerk wurden 1935 eingestellt und der Tunnel nie fertig gestellt.
Zum Zeitpunkt der Einstellung der Tunnelbauarbeiten waren von dessen geplanter Länge von 8,287 KM 4,060 KM von Urbès aus in Richtung Westen gebaut, von der westlichen Seite aus lediglich 300 Meter.:S. 9 Am 12. Dezember 1936 kam es in Thann zur Gründung des „Comité des Percées des Vosges“, das sich – erfolglos – für den Weiterbau des Tunnels einsetzte; das endgültige Aus für den Weiterbau kam 1962 durch einen Beschluss der französischen Regierung.:S. 11
Anfang 1944 wurden die deutschen Besatzer auf den Tunnel aufmerksam und errichteten dort ein Außenlager des KZ Natzweiler-Struthof. Mehr als 2.100 Zwangsarbeiter fertigten im Tunnel für wenige Monate unter dem Kommando der SS Flugzeugmotoren für Daimler-Benz, bevor aus Furcht vor den näherrückenden Alliierten-Truppen ab August 1944 mit der Evakuierung der Produktionsstätte und der Zwangsarbeiter begonnen wurde. Mitte Oktober 1944 verließen die letzten Arbeiter das Gelände.
Auf der Webseite Gedenkorte Europa ist von 51 Menschen die Rede, die im KZ-Außenlager Urbès zu Tode kamen. An sie erinnern Gedenktafeln am Tunneleingang, und außerdem gibt es einen Lehrpfad, der an 15 Gedenktafeln vorbeiführt, auf denen über die Geschichte des Tunnels und seiner Opfer informiert wird.
An der Auffahrt zum Col de Bussang befindet sich noch vor der Passhöhe die Gedenkstätte „Mémorial du Steingraben“. Im Herbst 1944 wurden hier zwölf Widerstandskämpfer aus Bussang und Urbès von der Gestapo erschossen.
Am 1. Dezember 1944 wurde Urbès von algerischen Soldaten des 3. algerischen Schützenregiments („troupes du 3e RTA“) befreit.
Der hintere Teil des Tunnels wurde in der Nachkriegszeit zu einem Trinkwasserreservoir für Urbès und Umgebung umgewandelt. Auf dem Gelände, auf dem sich während der Arbeiten am Tunnel das Lager der Arbeiter und später das Lager für die Zwangsarbeiter befand, befindet sich heute Campingplatz Urbès.

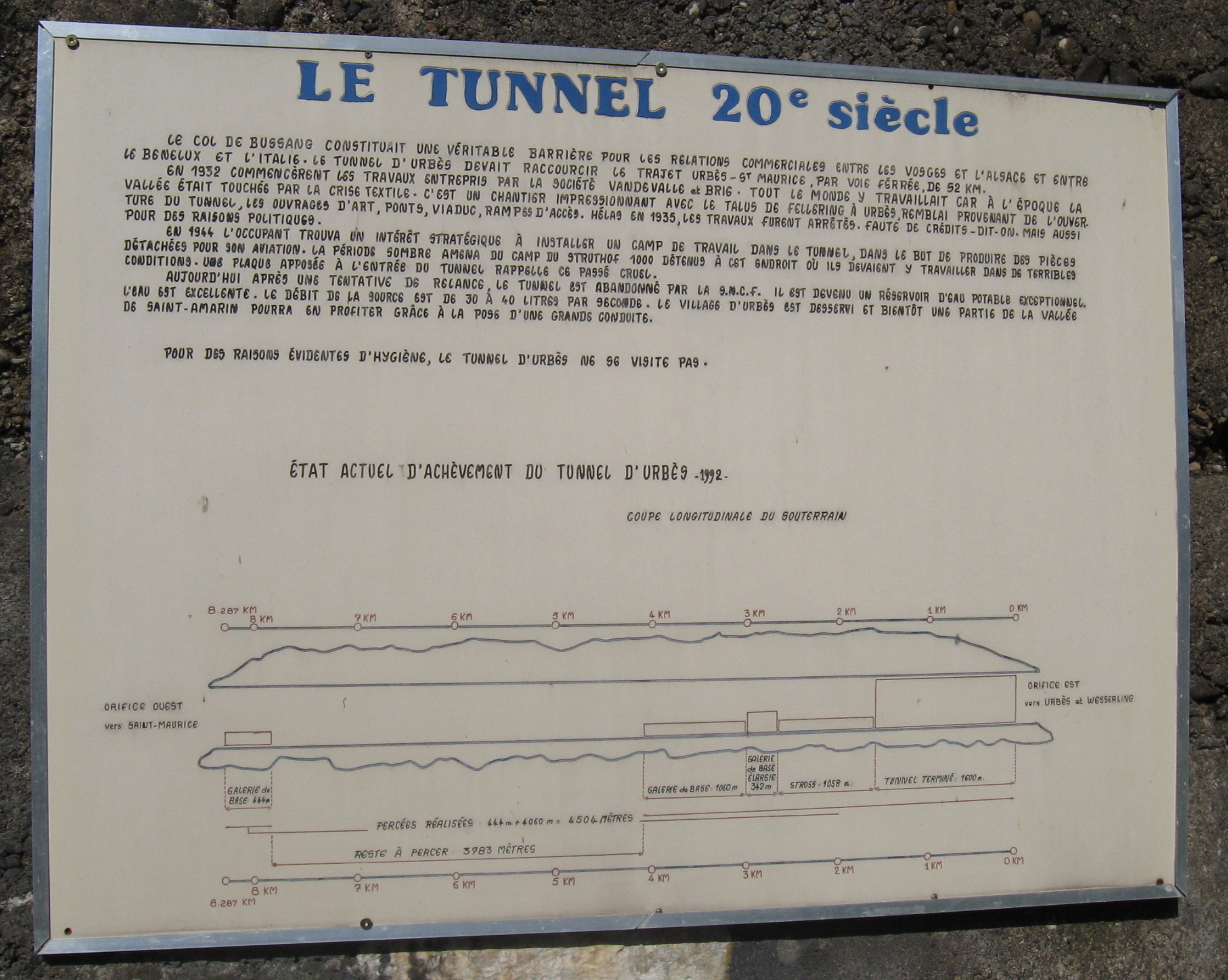
Kurze Geschichte des Tunnels
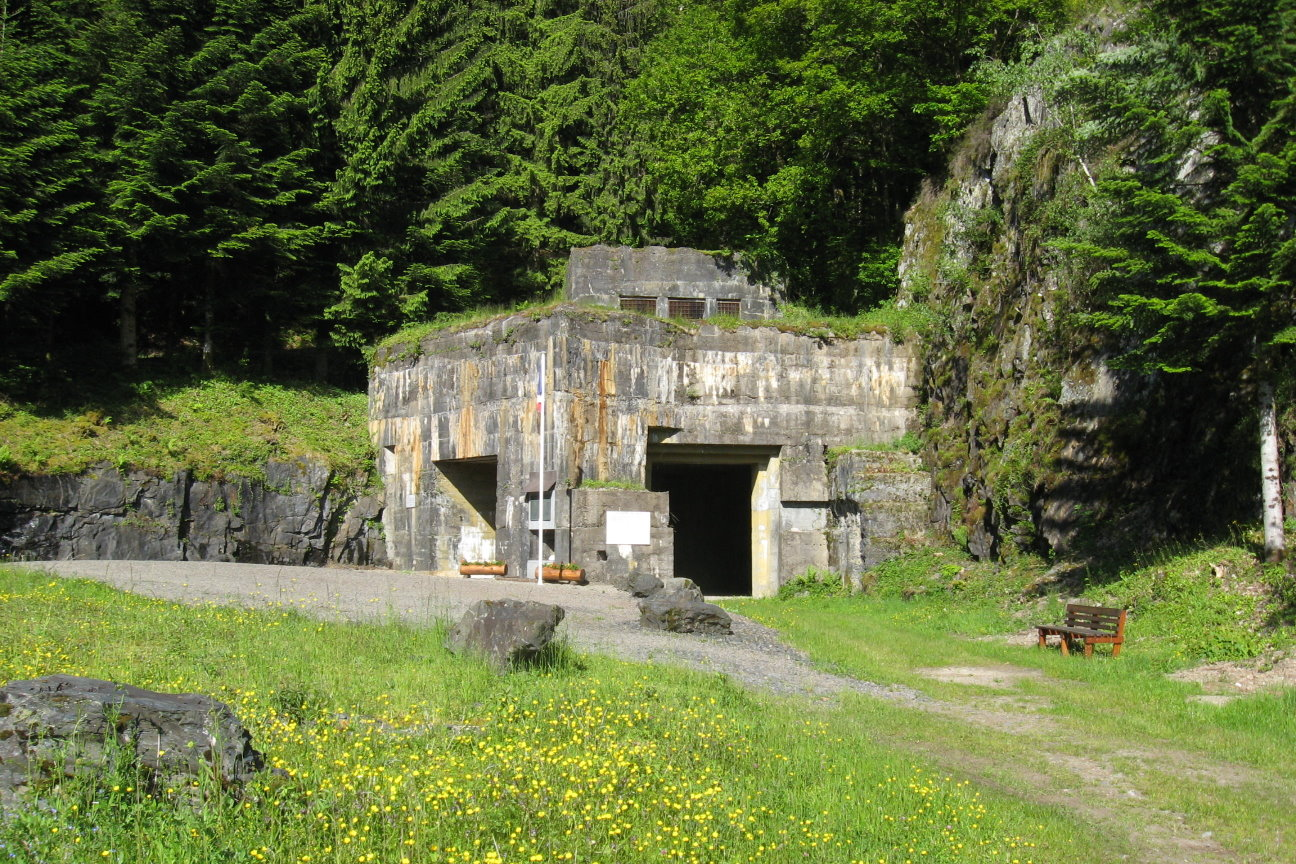
Der von den Zwangsarbeitern errichtete Tunneleingang
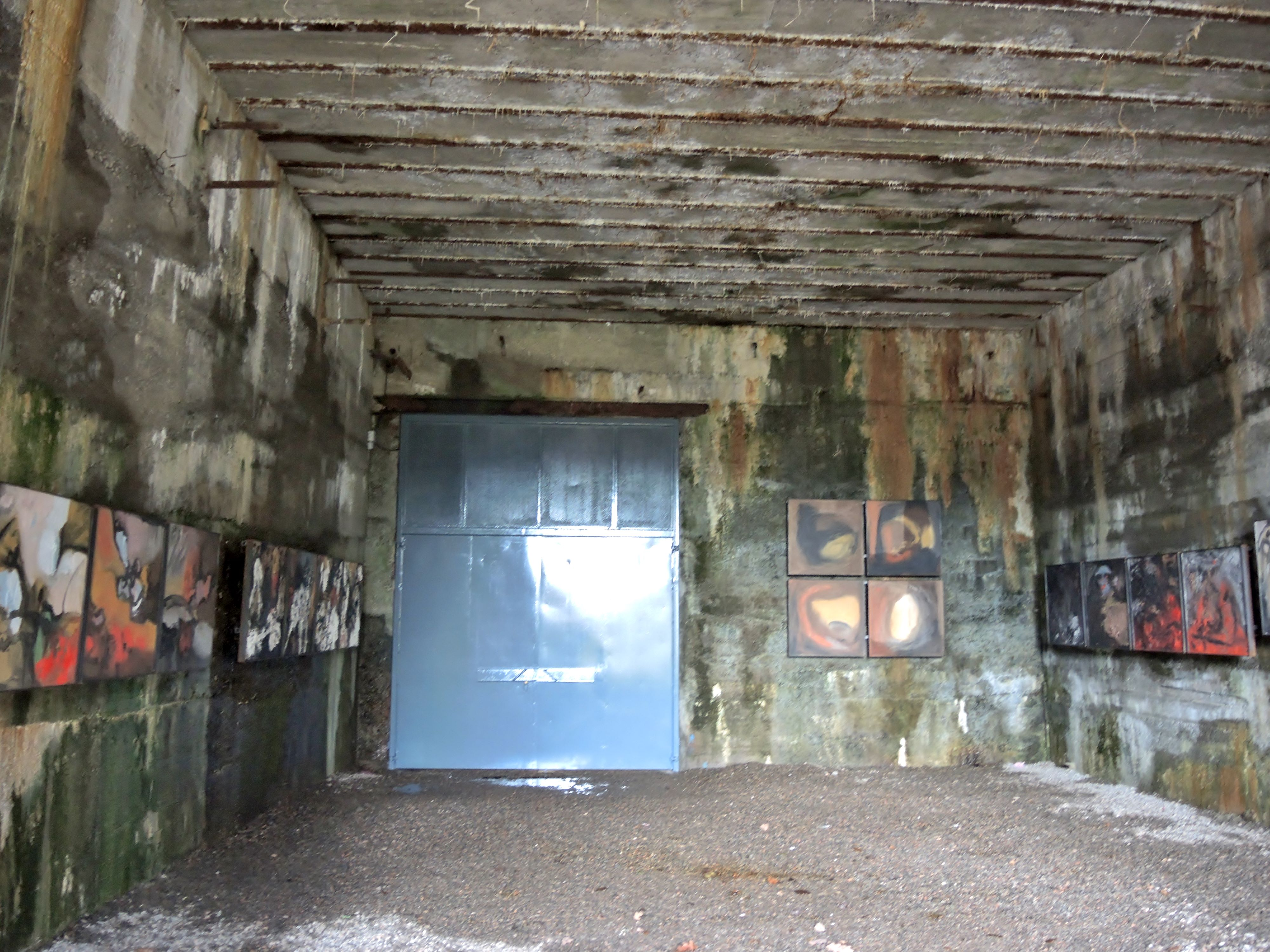
Der heute gesperrte Zugang zum eigentlichen Tunnel
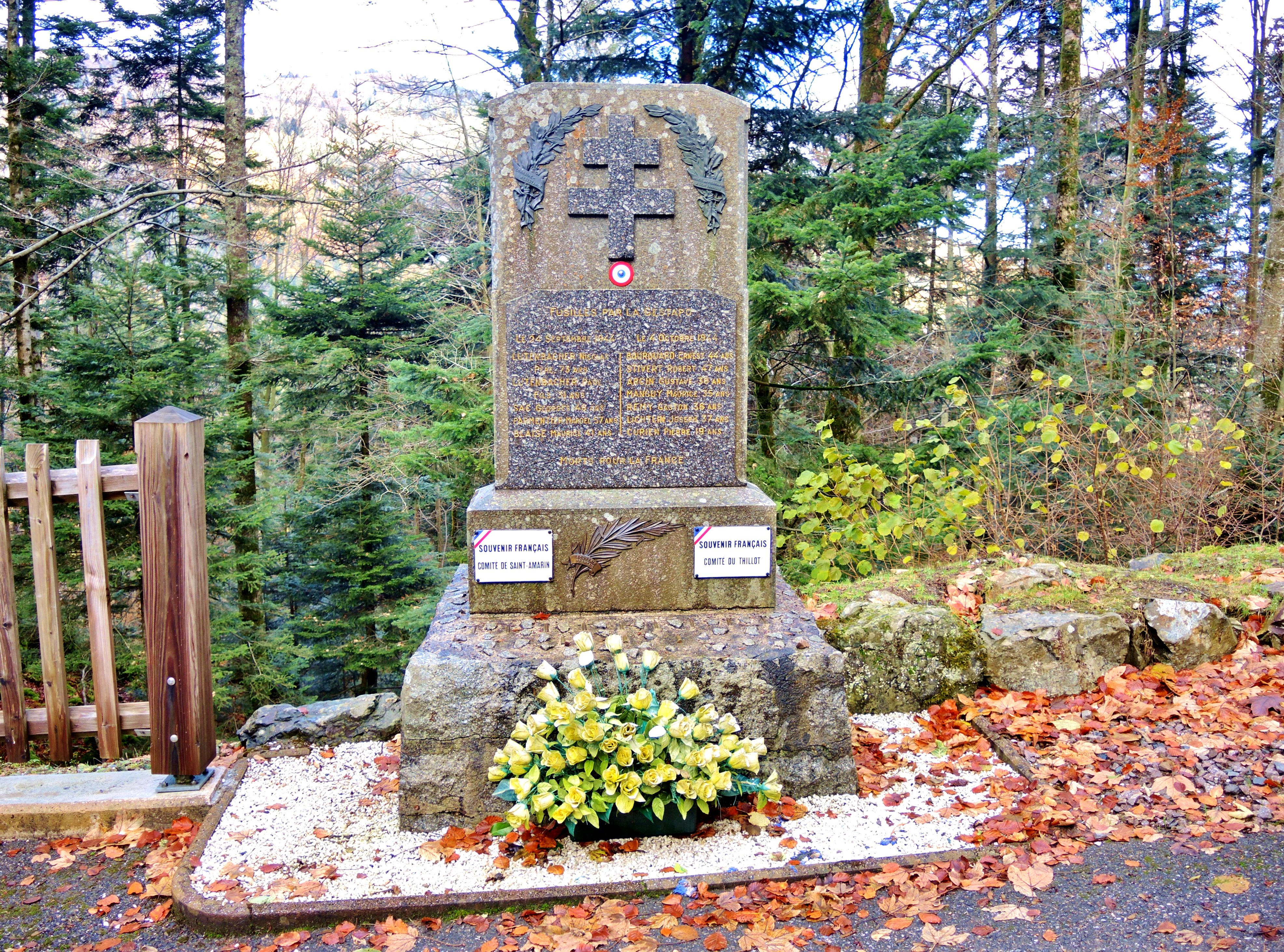
Denkmal für von der Gestapo erschossene Widerstandskämpfer

## Bevölkerungsentwicklung

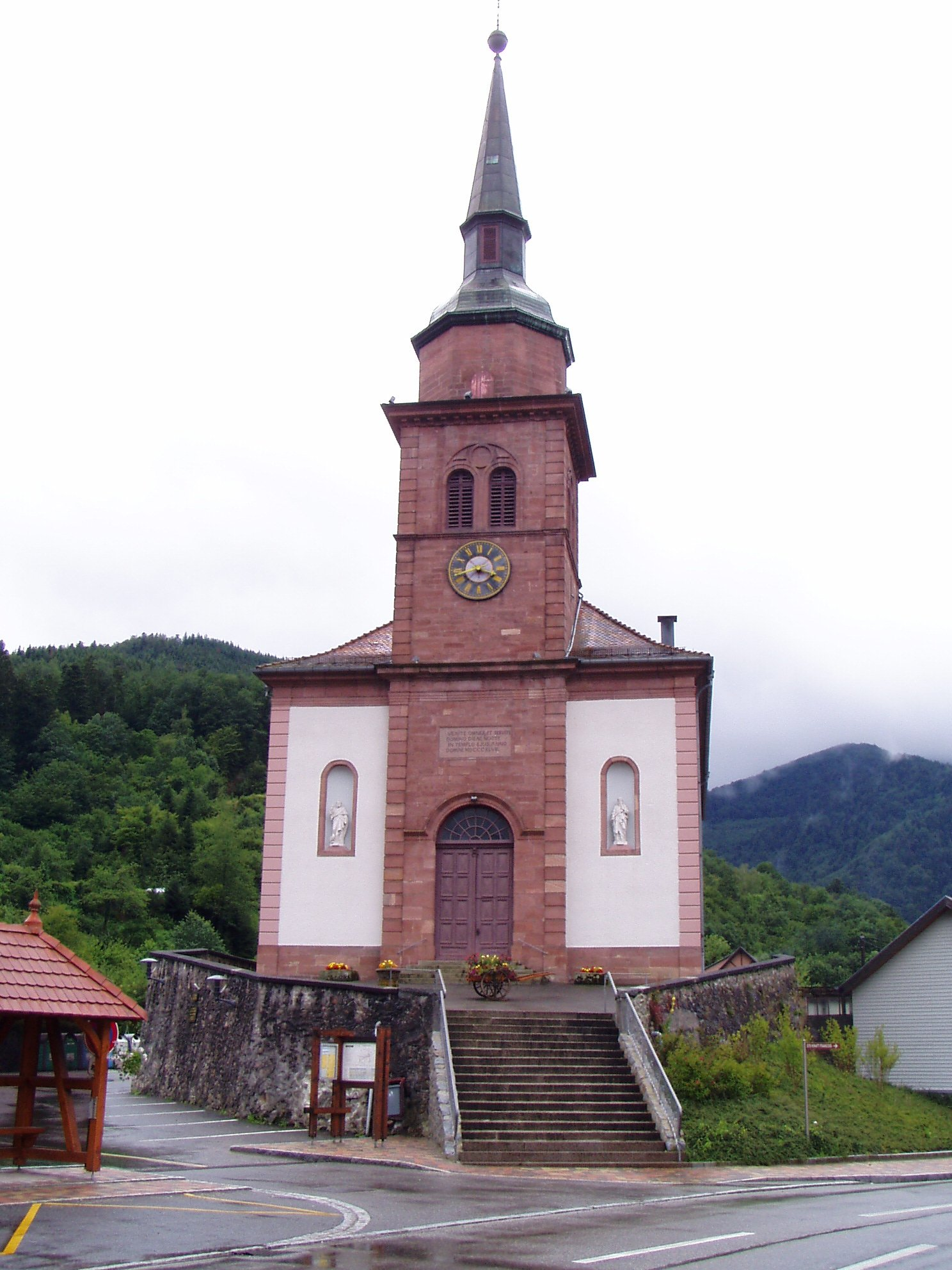
Kirche St. Wendelin

| Jahr      | 1962 | 1968 | 1975 | 1982 | 1990 | 1999 | 2007 | 2017 |
| Einwohner | 511  | 562  | 541  | 493  | 502  | 486  | 480  | 435  |

## Persönlichkeiten
Gertrud Wolle (1891–1952), deutsche Schauspielerin

## Sehenswürdigkeiten
- Kirche St. Wendelin aus dem Jahr 1847